# انتخابات إلفيرا (رواية)
انتخابات إلفيرا (بالإنجليزية: The Suffrage of Elvira)‏ هي رواية للكاتب البريطاني الحائز على جائزة نوبل فيديادر سوراجبراساد نيبول، نشرت عام 1958، لأول مرة عن دار نشر أندريه دويتش.